# Amica Wronki
Amica Wronki (celým názvem Amica Sport Sportowa Spółka Akcyjna) je polský fotbalový klub sídlící ve městě Wronki v Velkopolském vojvodství. Byl založen 21. června 1992 fúzí klubů LKS Czarni Wróblewo a Błękitni Wronki. Hřištěm klubu je stadion Amica s kapacitou cca 5 300 diváků. Klubové barvy jsou modrá, bílá a červená. V klubovém emblému jsou tři kosi.
A-tým již nepůsobí v některé z polských ligových soutěží, klub se věnuje pouze mládeži.

## Úspěchy
- 3× vítěz polského fotbalového poháru (1997/98, 1998/99, 1999/00)[2]
- 2× vítěz polského Superpoháru (1998, 1999)[3]